# Centro Atlántico de Arte Moderno

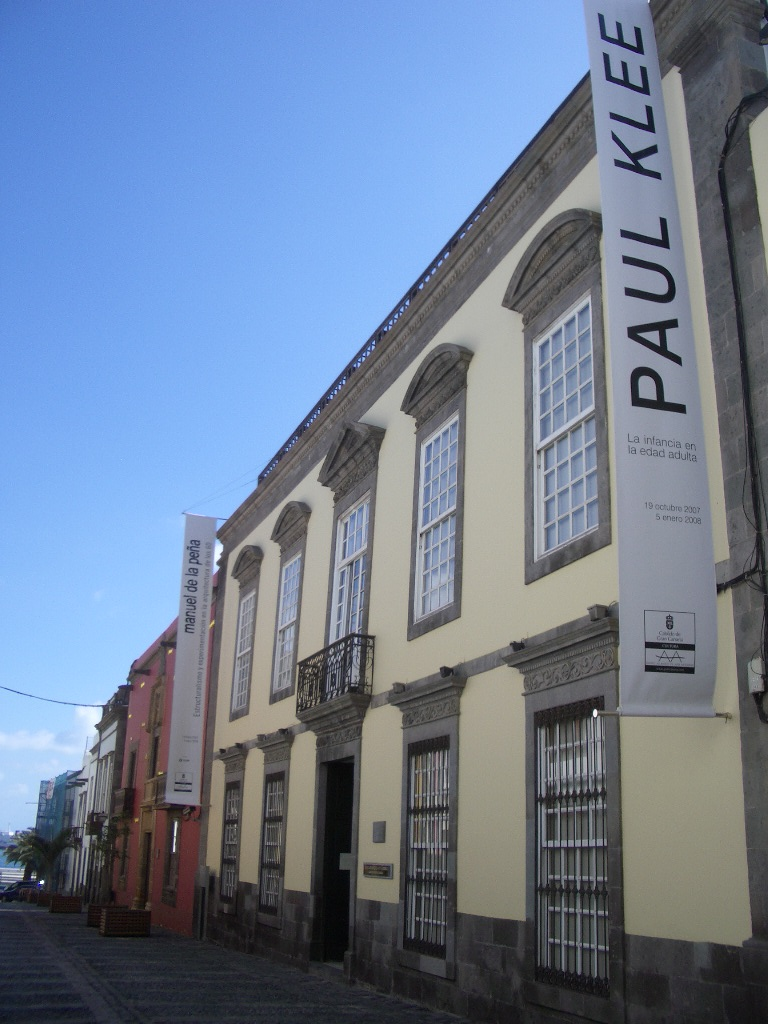
Centro Atlántico de Arte Moderno

Das Centro Atlántico de Arte Moderno (CAAM) ist ein 1989 eröffnetes Kulturzentrum und Kunstmuseum in Las Palmas de Gran Canaria.
Das CAAM organisiert Ausstellungen (hauptsächlich avantgardistische Kunst) und besitzt eine eigene Sammlung mit Werken von Künstlern, die einen wesentlichen Einfluss auf die kanarische Kunstszene des 20. Jahrhunderts ausübten.
Bekannte Künstler in der Sammlung sind unter anderem Gerard Kever und Martin Kippenberger.